# Enpass
Enpass es una aplicación de administración de contraseñas fuera de línea multiplataforma disponible como software freemium con planes de suscripción y también con licencia de pago único. 
La aplicación no almacena los datos de los usuarios en sus servidores, sino localmente en sus propios dispositivos, cifrados. Los usuarios pueden optar por sincronizar sus datos entre diferentes dispositivos utilizando su propio servicio de almacenamiento en la nube preferido, como Google Drive, Box, Dropbox, OneDrive, iCloud y WebDAV. 
La versión móvil está restringida a almacenar sólo 25 contraseñas de forma gratuita, aunque hay más funciones disponibles por un precio. La versión de escritorio, sin embargo, es ilimitada. 
En noviembre de 2017, los desarrolladores dejaron de publicar actualizaciones en la plataforma BlackBerry y en diciembre de 2018, con el lanzamiento de la versión 6, la empresa dejó de admitir Windows 10 Mobile.

## Características
La aplicación presenta cifrado del lado del cliente, utilizando SQLCipher  para cifrar su archivo de llavero localmente con una contraseña maestra definida por el usuario. Cuenta con sincronización en la nube del llavero a través de Google Drive, Box, Dropbox, OneDrive, iCloud y soluciones WebDAV autohospedadas como ownCloud y Nextcloud . Cuenta con soporte para múltiples plataformas de navegador y llenado de formularios para todas las plataformas compatibles. Cuenta con su propio teclado de software integrado para completar formularios en dispositivos Android. Tiene generación de contraseña . Además del pin y la contraseña maestra, tiene la funcionalidad de desbloquear la aplicación mediante autenticación biométrica. En diciembre de 2018, se lanzó Enpass 6 con características adicionales que incluyen múltiples bóvedas y la capacidad de generar contraseñas de un solo uso basadas en el tiempo para servicios en línea. 

## Plataformas
Enpass es compatible con todas las principales plataformas de sistemas operativos, incluyendo:
- Windows
- Linux
- Android
- iOS
- MacOS